# Paralampona marangaroo
Paralampona marangaroo is een spinnensoort uit de familie Lamponidae. De soort komt voor in West-Australië.